# Onni Talas
Onni Eugen Aleksander Talas (né Gratschoff le 15 juin 1877 à Lappeenranta et mort le 3 mai 1958 à Helsinki) est un homme politique finlandais,,. 

## Biographie
Il obtient son diplôme de fin d'études secondaires en 1895 et  une licence en droit en 1901.
Il reçoit le grade de juge suppléant en 1903 et un doctorat en droit en 1905.
De 1901 à 1904, il est avocat à Lahti, puis assistant à l'Université d'Helsinki de 1905 à 1923.
Il a ensuite été professeur de droit administratif à l'université d'Helsinki de 1925 à 1930 et membre de la Cour administrative suprême de 1926 à 1930.
Onni Talas est député  pour la Circonscription de l'Est de Kuopio du 1er juin 1909 au 31 mars 1919 et de Circonscription de l'Ouest de Viipuri du 2 septembre 1927 au 20 octobre 1930.
De 1909 à 1918, il est député du Parti jeune finnois, par la suite il est député du Parti de la coalition nationale.
Onni Talas est sénateur du 27 novembre 1917 au 27 novembre 1918.
Onni Talas est Directeur de la commission judiciaire des gouvernements Svinhufvud I (27.11.1917–27.05.1918) et Paasikivi I (27.05.1918–27.11.1918).
Ensuite, Onni Talas aura une carrière diplomatique, il chargé d'affaires de Finlande à Madrid et à Lisbonne de 1919 à 1921 et ambassadeur de Finlande à Copenhague de 1930 à 1934, à Budapest de 1931 à 1940, à Vienne de 1933 à 1938, puis à Ankara, Belgrade et Sofia de 1934 à 1940.
Il sera aussi ambassadeur de Finlande à Rome de 1940 à 1944 et auprès de l'état indépendant de Croatie en 1941-1942.

## Publications
- Laki maanvuokrasta maalla: kesäkuun 19 p:ltä 1902. WSOY, 1903
- Kotipaikka-oikeus Suomen lain mukaan. 1905
- Kunnan oikeus saada toiselta kunnalta korvausta antamastansa vaivaisavusta. Yrjö Weilin, 1905
- Silmäys kotipaikka-oikeusteorioihin. Yrjö Weilin, 1905
- Kaupunkien kunnallishallintoa koskeva lainsäädäntö ulkomailla. Suomen kunnallinen keskustoimisto, 1915
- Utländsk lagstiftning angående städernas kommunalförvaltning. Kommunala centralbyrån i Finland, 1915
- Kuningaslähetystön matkalta. Tekijä 1918
- Suomen pakkolunastuslainsäädäntö, Osa 1. WSOY, 1924
- Isä-Onni kertoo satuja. Kuvittanut Martti Sonkamo. Helsingissä: Otava, 1946
- Ei se niin tapahtunut – vastaus Väinö Tannerille. 1949
- Isä-Onnin uudet sadut. Kuvittanut Etel Raivio. Hämeenlinna: Karisto, 1950
- Suomen itsenäistyminen ja Mannerheimin muistelmat. 1953
- Muistelmia: Itsenäisyyssenaattorina ja lähettiläänä kymmenessä maassa. WSOY, 1960